# Hátrányos helyzet
Hátrányos helyzetű egyének, csoportok és területi egységek mindazok, melyek az országos átlaghoz viszonyítva rosszabb gazdasági és szociális helyzetben vannak, és melyek helyzetének javítását állami beavatkozások, támogató programok célozzák. A fogalom három fő területen jelenik meg a magyarországi szakpolitikai intézkedésekben: munkaerő-piaci, területfejlesztési és oktatáspolitikai dimenziókban. 
Oktatási szempontból jogszabály szabja meg, hogy családjuk alacsony iskolai végzettsége, alacsony foglalkoztatottsága és lakókörülményeik alapján mely tanulók számítanak hátrányos és halmozottan hátrányos helyzetűnek, nekik jár például a rendszeres gyermekvédelmi kedvezmény.
A munkaerő-piaci szempontból hátrányos helyzetű egyének közös vonása, hogy valamilyen oknál fogva (pl. alacsony képesítés, diszkrimináció) az átlagosnál nehezebben tudnak elhelyezkedni, a fogalomnak nem létezik egységes, jogszabályi definíciója. 
Területfejlesztési szempontból Magyarországon 2007-ben sorolták be a kistérségeket „hátrányos”, illetve „leghátrányosabb helyzetű” kategóriákba, melyek azóta kiemelt célcsoportjai voltak egyes ún. operatív programoknak.
- Hátrányos helyzetű gyerekek és fiatalok: A vonatkozó jogszabály[1]  az oktatási esélyegyenlőség szempontjából hátrányos helyzetű (HH) és halmozottan hátrányos helyzetű (HHH) gyerekeket, tanulókat különböztet meg. A törvényi meghatározásban az iskolai hátrányok legfontosabb eredői a gyermek családjának szegénysége és alacsony iskolázottsággal telített hátrányos társadalmi helyzete. A két jogi fogalom tartalma 2013 szeptemberében jelentősen megváltozott : az oktatási szektorból a szociálisba került át a hátrányos helyzetű gyermekek és fiatalok besorolása, valamint az új rendelet kiterjesztette a gyermekvédelmi gondoskodásban élő “tartós neveltek” korhatárát (0-25 év).
- Hátrányos helyzet a munkaerőpiacon: Munkaerőpiaci szempontból hátrányos helyzetű csoportok azok, amelyek az átlagosnál nagyobb nehézséggel küzdenek a munkaerőpiaci elhelyezkedés tekintetében. Esetükben a foglalkoztatási arány jellemzően alacsonyabb, a munkanélküliség magasabb az átlagos népességhez képest[2] Magyarországon a munkaerőpiaci szempontból hátrányos helyzetűek legjelentősebb csoportjai az alacsony iskolai végzettségűek, a romák, a megváltozott munkaképességűek és fogyatékossággal élők, a nők, a fiatalok, az idősebb aktív korúak (55-64 évesek) és bizonyos speciális hátránnyal rendelkezők (pl. hajléktalanok, mentális betegségben szenvedők, szenvedélybetegek, fogvatartottak, büntetés-végrehajtásból szabadulók).
- Hátrányos helyzetű területek: A hátrányos vagy kedvezőtlen helyzetű térségek “elzárt és periférikus földrajzi elhelyezkedésük, természeti és klimatikus adottságaik (sarki vagy aszályos területeken fekvő régiók, hegyvidéki régiók), demográfiai jellemzőik (különösen alacsony népsűrűségű ritkán lakott régiók, elvándorlás sújtotta térségek), nehéz elérhetőségük (szigeteken fekvő térségek, az elégtelen közlekedési infrastruktúra miatt a központokhoz rosszul csatlakozó térségek)” miatt állnak a gazdasági fejlettség alacsony fokán.[3] A hátrányos helyzetű térségek témájával a gazdaságföldrajz mint tudományág, illetve a területfejlesztés mint szakpolitika foglalkozik.

## A besorolás feltételei
Oktatási szempontból 2013 őszéig az alacsony jövedelmű családokban felnövő gyermekeket sorolták a hátrányos helyzetűek közé. A besorolást a család szociális helyzete alapján a jegyző által kiadott rendszeres gyermekvédelmi kedvezményre (RGYK) jogosító igazolás határozta meg. Ezen belül halmozottan hátrányos helyzetűnek számított, akinek iskolázatlanok a szülei. A halmozottan hátrányos helyzet igazolásaként a szülők önkéntesen nyilatkoztak a jegyző előtt arról, hogy 8 osztálynál többet nem végeztek. E mellett a gyermekvédelmi gondoskodásban élő, jogi státuszukat tekintve „tartós neveltek” is ebbe a kategóriába tartoztak.
A változás egyik fontos pontja, hogy a hátrányos helyzet kategóriájába kerüléshez nem elegendő a család anyagi helyzete miatt megítélt RGYK. Mellé szükséges legalább egy hátránynövelő jellemzővel rendelkeznie az adott, hátrányos helyzetű kategóriába sorolt gyereknek.  A jogszabály három területet határoz meg hátránynövelőként: a szülők alacsony iskolai végzettségét, tartós munkanélküliségüket, illetve az elégtelen lakáskörülményeket.
A hátrányos munkaerőpiaci helyzetnek nincsenek jogszabályban rögzített, egységes besorolási kritériumai. A besorolási kritériumok a hátrányos munkaerőpiaci helyzetűnek minősített egyéneknek szánt támogatások és programok jogosultsági feltételeiként jelennek meg.
Az aktív korúak ellátására való jogosultságról például a települési önkormányzat jegyzője dönt.
Területi szempontból Magyarországon 2007-ben sorolták be a területfejlesztési-statisztikai kistérségeket a hátrányos és leghátrányosabb helyzetű kistérségek csoportjaiba.  A kistérségek fejlettségét, illetve elmaradottságát egy ún. komplex mutatóval állapították meg. Hátrányos helyzetű kistérségnek azt a 94 kistérséget tekintették, ahol a komplex mutató az országos átlag alatti értéket vett fel; leghátrányosabb kistérségnek pedig ezen belül azokat minősítették, ahol a komplex mutató értéke a legalacsonyabb volt, és amelyekben a lakónépesség együttes száma nem haladta meg az ország népességének 15%-át (47 kistérség). Ahol pedig ezek közül a népesség aránya az országos átlag 10%-ának felelt meg, ott a felzárkóztatást segítő komplex programot kellett kidolgozni. Ez a 33 kistérség volt a komplex programmal fejlesztendő leghátrányosabb helyzetű (LHH) kistérség. A járási rendszer járási rendszer 2012. január 1-i bevezetését és a kistérségi rendszer végleges megszűnését követően egy kormányrendelet  újradefiniálta a térségek besorolását, és a fenti besorolás analógiájára kedvezményezett, fejlesztendő, illetve komplex programmal fejlesztendő kategóriákba sorolta be a járásokat.

## Hátrányos helyzet és támogatások Magyarországon
A rendszeres gyermekvédelmi támogatásra való jogosultság megállapítása jegyzői hatáskör. Az ügyfelek jogorvoslati kérelemmel az megyei illetve fővárosi kormányhivatal szociális és gyámhivatalához fordulhatnak. A jogosultság az egy főre eső jövedelem mértékétől, és a vagyon értékétől függ.  
Az oktatási hátrányos helyzetet a HEFOP 2.1-s alpontja célozta ösztöndíj- és tehetséggondozó programokkal.
A nemzeti felsőoktatásról szóló CCIV. törvény 108. § 10. pontja alapján a hátrányos helyzet miatt 40 többletpont jár minden alapképzési szakon, osztatlan mesterképzésen, illetve felsőoktatási szakképzésen, kivéve ahol gyakorlati vizsga alapján számítják a felvételi pontszámot.
Magyarországon a hátrányos munkaerőpiaci helyzetű aktív korú személyek és családjuk számára elérhető az ún. aktív korúak ellátása, amelynek jogosultsági kritériumait a szociális igazgatásról és szociális ellátásokról szóló 1993. évi III. törvény tartalmazza. Az aktív korúak ellátására vonatkozó jogosultságot a települési önkormányzat jegyzője állapítja meg, 2015. március 1.-étől azonban az ellátás a járási hivatalok hatáskörébe kerül. Aktív korúak ellátására jogosultak az egészségkárosodott személyek és azok, akik számára lejárt az álláskeresési támogatás folyósítása, feltéve, hogy saját maguk és családjuk megélhetése nem biztosított. Az ellátás 2015 első feléig lehetett rendszeres szociális segély (RSzS) vagy fizetést helyettesítő támogatás (FHT). A fizetést helyettesítő támogatás 2009 óta van életben (kezdetben rendelkezésre állási támogatásnak, majd bérpótló juttatásnak nevezték) és főleg azok kapják, akik nem jogosultak a rendszeres szociális segélyre. 2015 folyamán a rendszeres szociális segély kivezetésre kerül, annak célcsoportjait ezután nagyjából a járási hatáskörbe tartozó egészségkárosodási és gyermekfelügyeleti támogatás fedi le.
A Társadalmi Megújulás Operatív Program (TÁMOP)(2007-2013) egyik célja volt az esélyegyenlőség növelése. A TÁMOP számos alprogramja kifejezetten a különböző hátrányos helyzetű csoportok munkaerőpiaci integrációját célozta képzésekkel, bértámogatással és innovatív foglalkoztatáspolitikai eszközökkel. A különböző alprogramokban az alábbi célcsoportok jelentek meg, mint munkaerőpiaci szempontból hátrányos helyzetűek: alacsony iskolai végzettségűek, szakképzetlenek, 25 év alatti fiatalok és pályakezdők, 50 felettiek, GYES-ről / GYED-ről visszatérők, foglalkoztatást helyettesítő támogatásban részesülők, tartós munkanélküliséggel veszélyeztetettek, megváltozott munkaképességűek, fogyatékkal élők, a legalább 24 hónapja munkanélküliek, romák.
A 2008 és 2013 között működő LHH-program (Leghátrányosabb helyzetű kistérségek felzárkóztatási programja – „Nem mondunk le senkiről”) során összesen 96,9 milliárd forint támogatási keretet különítettek az operatív programokból a 33 komplex programmal segítendő LHH-kistérség felzárkóztatására. A programot eleinte a Nemzeti Fejlesztési Ügynökség LHH Fejlesztési Programirodája koordinálta, majd 2010 végétől a Koordinációs Irányító Hatóság és a Hálózati Főosztály vette át a feladatokat.  A kedvezményezett kistérségeknek komplex projektcsomagot kellett benyújtaniuk a részükre megállapított támogatás felhasználásáról, amelyek a fejlesztési irányokat és az ezekhez kapcsolódó konkrét projektterveket foglalták magukban. A kistérségek által 2009. január 30-ig összeállított programcsomagok összesen 1703 projektjavaslatot tartalmaztak, vagyis kistérségenként átlagosan körülbelül 50-52 projektet terveztek megvalósítani. A projektcsomagok jóváhagyása után a projektgazdák (kistérségi társulások, települési önkormányzatok, önkormányzati szervek, helyi civil szervezetek) az Új Magyarország Fejlesztési Terv (ÚMFT) általános pályázati rendjén belül nyújthatták be a pályázatokat, azzal a különbséggel, hogy más kistérségekkel nem kellett versenyezniük az elkülönített forrásokért.
Az LHH-programhoz hasonló kezdeményezek léteztek már korábban is (pl. a PHARE kísérleti programja 1993-ban, a Kistérségi fejlesztési társulások megalakulása 1995-96-ban, a SAPARD előkészítése 2000- 2001-ben, az AVOP LEADER+ 2004-ben), de azok hatása igen szűk körű volt. A 2007-2013 közötti tervezési időszakban az LHH-program mellett a hátrányos és leghátrányosabb helyzetű kistérségek egyéb kedvezményekben is részesülhettek az ÚMFT, illetve Új Széchenyi Terv (ÚSZT) keretein belül (pl. az előnyben részesítés módszere révén a HH- és LHH-kistérségek többletpontokat kaphattak egyes pályázati konstrukciók esetén, illetve alacsonyabb arányú önrész is elegendő volt), valamint hazai forrásokból (pl. LEKI: A leghátrányosabb helyzetű kistérségek felzárkóztatása) is.